# Замок Эдлингем
Замок Эдлингем (англ. Edlingham Castle) расположен на севере Англии в графстве Нортумберленд.

## История замка
В 1174 г. поместье принадлежало Джону из Эдлингема. В 1294 г. его потомок Уолтер продал Эдлингем Уильяму де Фелтону, который значительно укрепил замок, построив крепостной вал и дозорную башню. В 1396 г. замок унаследовала Элизабет де Фелтон. Её муж, сэр Эдмунд Гастингс, построил в замке солнечную обсерваторию. Потомки Элизабет и Эдмунда жили в замке до 1514 г., а потом его арендовал Джордж Суинберн, семья которого держала замок в аренде до начала XVIII в.
К этому времени замок постепенно пришёл в упадок. Ещё в середине XVII в. большинство построек было разобрано на камни для строительства домов в соседнем посёлке. В 1978 г. замок перешел под опеку государства.